# 927
927 (CMXXVII) fue un año común comenzado en lunes del calendario juliano, en vigor en aquella fecha.

## Acontecimientos
- 27 de mayo:[1] Pedro I de Bulgaria se convierte en zar del Imperio búlgaro. Una de sus primeras decisiones es firmar un tratado de paz con Romano I del Imperio Romano Oriental, el cual reconoce la autoridad búlgara en Macedonia.
- 12 de julio:[2][3] Inglaterra es unificada por Athelstan de Wessex, quien es reconocido como único soberano de la Heptarquía anglosajona mediante una ceremonia en la actual Cumbria. Athelstan adopta el título de Rex anglorum (Rey inglés) y, posteriormente, el de Rex totius britanniae (Rey de toda Britania)[4]
- 15 de agosto:[5] el Califato fatimí devasta la ciudad de Tarento (Italia). Gran parte de su población es esclavizada y enviada a África.
- Hubaekje, uno de los Tres Reinos Tardíos de Corea, saquea la ciudad de Gyeongju, capital del Reino Silla.[6]

## Nacimientos
- 21 de marzo: Taizu, primer emperador de la Dinastía Song de China.

## Fallecimientos
- 27 de mayo: Simeón I de Bulgaria, zar búlgaro.
- Ha-Mim, profeta bereber.
- Gyeongae de Silla, rey coreano.